# Prix Dr Lee Jong-wook
Le Prix Dr Lee Jong-wook pour la santé publique de l'Organisation mondiale de la santé, est remis « à une ou plusieurs personnes, institutions, organisations gouvernementales ou non gouvernementales ayant apporté une contribution exceptionnelle à la santé publique. Le Prix récompense des travaux dépassant de loin ce qu’on était normalement en droit d’attendre de leurs auteurs »,.
Le prix a été créé par l'OMS sur proposition du gouvernement coréen en mémoire du Dr Lee Jong-wook le 14 avril 2008. Le conseil exécutif de l'OMS, composé du Président du Conseil exécutif de l'OMS; d'un représentant du fondateur du Prix et d'un membre du conseil, sélectionne les lauréats parmi les candidats proposés par les administrations nationales des pays.
Le prix est remis à l'Assemblée mondiale de la santé une fois par an, accompagné d'une plaque commémorative et d'une dotation remise par le représentant fondateur du prix.

## Lauréats

### 2014
- Sinata Koulla-Shiro au Cameroun, pour son plan de lutte contre le VIH/sida au Cameroun, l'accès aux antirétroviraux et aux medicaments génériques via le programme ACCESS et des laboratoires indiens[4].
- La Société tchèque de cardiologie (République tchèque) représentée par son secrétaire scientifique, le professeur Jaromir Hradec, pour via un autre protocole : le transport du patient vers une unité spécialisée au lieu de l’hôpital local, contribué à la baisse de 35 à 5 % du taux de mortalité cardiovasculaire[5],[6],[7].

### 2013
- Dr An Dong (République populaire de Chine)[8]
- La Société du diabète des Maldives, représentée par Aishath Shiruhana[8]

### 2012
- Pacific Leprosy Foundation (Nouvelle-Zélande) pour ses travaux visant à l’élimination de la lèpre[9],[10].

### 2011
- Institut Clodomiro Picado (Costa Rica) pour sa contribution à la lutte contre les maladies tropicales négligées[11].

### 2010
- Action for AIDS (Singapour) pour sa contribution dans la lutte contre VIH/sida (recherche, traitement, prevention)[12]

### 2009
- Centre de recherche sur les maladies infectieuses, le sida et l’immunologie clinique (Géorgie) pour sa contribution dans la recherche, le traitement et la lutte contre le VIH/sida[13].